# TV Venezuela
TV Venezuela (también conocido como TVV) es un canal de televisión venezolano-estadounidense que se transmite en los Estados Unidos para los inmigrantes venezolanos, con programación de varias cadenas de televisión venezolanas.

## Historia
TV Venezuela fue anunciado en noviembre de 2005, con lanzamiento previsto para diciembre en DIRECTV. Sus parceros al inicio eran Globovisión, Meridiano Televisión, RCTV y canales regionales. El canal inició el día 10 de enero de 2006 en el paquete DIRECTV Para Todos, junto con la llegada de Latinoamérica Televisión a la plataforma.
Tras el cierre de la señal abierta de RCTV, pasó a emitir el noticiero El observador en sus tres ediciones diarias. En julio de 2007, incrementó su cobertura al llegar al sistema de Comcast para el sur de la Florida, junto con SUR Perú. En noviembre, emitió el referendo junto con su canal principal, Canal SUR.
RCTV Internacional cesó sus transmisiones el 31 de diciembre de 2012 y su sede se trasladó a Miami para su anexión a TV Venezuela. Nathaly Salas Guaithero fue nombrada su directora general, quien está a cargo de la programación actual del canal.
Desde 2015 hasta 2024, transmitía su señal por fuera de los Estados Unidos en la plataforma de streaming VIVOplay, empresa hermana de Empresas 1BC.
En marzo de 2020, Olé Communications informó que el canal cambiaría su nombre a ‘TVV’ debido a la fusión con el canal venezolano IVC Networks, fusión que produjo el cierre de la señal de IVC en Estados Unidos y México, y absorbiendo el talento y los contenidos al canal estadounidense convirtiéndose desde entonces en la señal distribuida para el continente americano.

## Cobertura Deportiva
Debido a la fusión entre IVC Networks y TVV, cubre alguno eventos deportivos, con personalidades reconocidas de IVC, entre ellas: Fernando Arreaza, Broderick Zerpa, Carlos Valmore Rodríguez, Iván Medina Molina, Juan Carlos Méndez, Oscar Prieto Rojas, Efraín Zavarce, Alejandro Villegas, Freddy Chersia y Pedro Ricardo Maio.

### Béisbol
- Liga Venezolana de Béisbol Profesional
- Serie del Caribe

## Programación

### Programas
- Al Día con Eduardo Rodríguez Giolitti (exclusivo para los Estados Unidos)
- Algunas producciones de RCTV.
- En Conexión con César Miguel Rondón
- Play Top
- Siempre de Noche con Román Lozinski
- Los Imposibles
- La Estrella Invitada con Fernando Arreaza y Luis Sojo
- En Defensa Propia con Erika de la Vega
- Noticias TVV
- El Show de George Harris con George Harris
- Primera Hora
- Con Gladys Rodríguez con Gladys Rodríguez
- Mundo de Mujeres
- Viva Viviana con Viviana Gibelli
- En Números con Eugenio Martínez
- Kitchen Power con Victor Moreno
- Trend News
- Fragamente Hablando con Carlos Fraga
- El Show de Bocaranda con Nelson Bocaranda
- 35mm
- Contra Plano con Henrique Lazo
- Vale de Viaje, con Valentina Quintero y Arianna Arteaga Quintero
- Un día a la vez con Anna Vaccarella
- Global Child
- TVV Musicales